# 라 무헤르 데 후다스 (2012년 텔레노벨라)
《라 무헤르 데 후다스》(스페인어: La mujer de Judas)은 2012년 방영된 멕시코의 텔레노벨라이다. 지난 2002년 베네수엘라의 텔레노벨라 《라 무헤르 데 후다스》을 원작으로 한 작품이다.